# Solway (Minnesota)
Solway es una ciudad ubicada en el condado de Beltrami en el estado estadounidense de Minnesota. En el Censo de 2010 tenía una población de 96 habitantes y una densidad poblacional de 36,06 personas por km².

## Geografía
Solway se encuentra ubicada en las coordenadas 47°31′16″N 95°7′49″O / 47.52111, -95.13028. Según la Oficina del Censo de los Estados Unidos, Solway tiene una superficie total de 2.66 km², de la cual 2.66 km² corresponden a tierra firme y (0%) 0 km² es agua.

## Demografía
Según el censo de 2010, había 96 personas residiendo en Solway. La densidad de población era de 36,06 hab./km². De los 96 habitantes, Solway estaba compuesto por el 96.88% blancos, el 0% eran afroamericanos, el 0% eran amerindios, el 0% eran asiáticos, el 0% eran isleños del Pacífico, el 0% eran de otras razas y el 3.13% pertenecían a dos o más razas. Del total de la población el 0% eran hispanos o latinos de cualquier raza.